# Davraz Dağı
Davraz Dağı, hora v provincii Isparta v jihozápadním Turecku, je vysoká 2637 metrů. Západně od ní se nachází Davraz Tepe (2635 m). Lyžařské středisko Davraz se rozprostírá na severu pod oběma vrcholy v nadmořské výšce 1600 až 2250 metrů.